# Oberwil (Gachnang)
Oberwil è una frazione del comune svizzero di Gachnang, nel Canton Turgovia (distretto di Frauenfeld).

## Storia

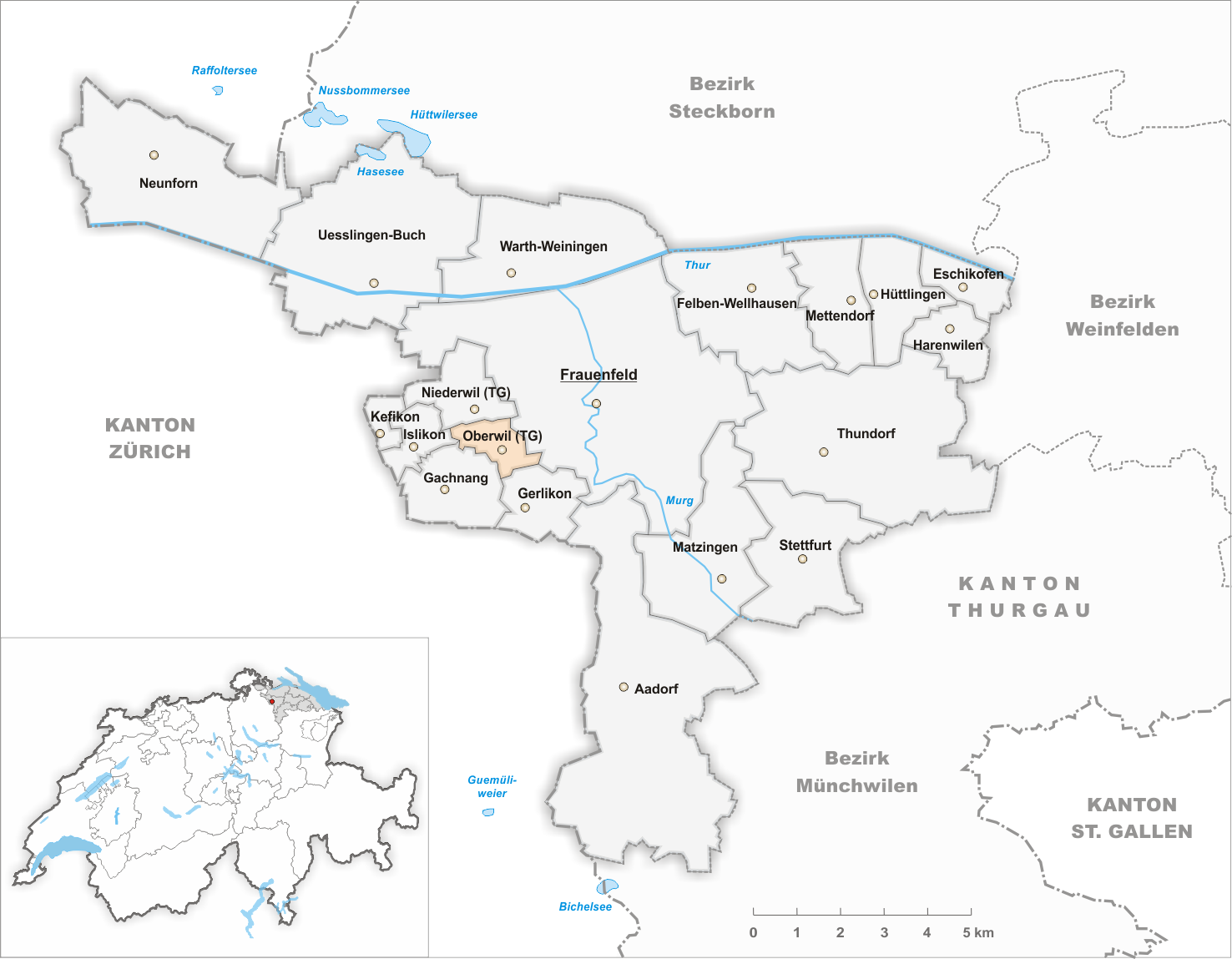
Il territorio del comune di Oberwil prima degli accorpamenti comunali del 1998

Già comune autonomo (Ortsgemeinde) che comprendeva anche le frazioni di Mesenriet, Rosenhuben, Schönenhof e Zelgli, nel 1998 è stato accorpato al comune di Gachnang (tranne Schönenhof e Zelgli, assegnate al comune di Frauenfeld) assieme agli altri comuni soppressi di Islikon, Kefikon e Niederwil.

## Società

### Evoluzione demografica
L'evoluzione demografica è riportata nella seguente tabella:
Abitanti censiti

## Amministrazione
Ogni famiglia originaria del luogo fa parte del cosiddetto comune patriziale e ha la responsabilità della manutenzione di ogni bene ricadente all'interno dei confini della frazione.